# Парадайз (Каліфорнія)
Парадайз (англ. Paradise) — місто (англ. city) в США, в окрузі Б'ютт штату Каліфорнія. Населення — 4764 особи (2020).

## Географія
Парадайз розташований за координатами 39°45′15″ пн. ш. 121°36′23″ зх. д. / 39.75417° пн. ш. 121.60639° зх. д. (39.754192, -121.606400).  За даними Бюро перепису населення США в 2010 році місто мало площу 47,46 км², з яких 47,42 км² — суходіл та 0,04 км² — водойми.

### Клімат
| Клімат : Парадайз       | Клімат : Парадайз | Клімат : Парадайз | Клімат : Парадайз | Клімат : Парадайз | Клімат : Парадайз | Клімат : Парадайз | Клімат : Парадайз | Клімат : Парадайз | Клімат : Парадайз | Клімат : Парадайз | Клімат : Парадайз | Клімат : Парадайз | Клімат : Парадайз |
| Показник                | Січ.              | Лют.              | Бер.              | Квіт.             | Трав.             | Черв.             | Лип.              | Серп.             | Вер.              | Жовт.             | Лист.             | Груд.             | Рік               |
| Абсолютний максимум, °C | 26,1              | 27,2              | 28,3              | 32,2              | 38,3              | 41,1              | 42,2              | 45,0              | 42,2              | 37,8              | 32,2              | 26,1              | 45,0              |
| Середній максимум, °C   | 12,1              | 13,6              | 15,6              | 18,9              | 23,8              | 28,9              | 33,2              | 32,5              | 29,6              | 23,4              | 15,9              | 12,1              | 21,6              |
| Середній мінімум, °C    | 3,4               | 4,7               | 5,8               | 7,7               | 11,0              | 14,8              | 18,0              | 17,4              | 15,4              | 11,3              | 6,4               | 3,4               | 9,9               |
| Абсолютний мінімум, °C  | −7,8              | −8,3              | −3,9              | −5                | 0,0               | 4,4               | 5,6               | 5,0               | 3,3               | −1,7              | −3,3              | −10               | −10               |
| Норма опадів, мм        | 266               | 230               | 202               | 104               | 47                | 18                | 2                 | 6                 | 20                | 80                | 175               | 243               | 1393              |
| Днів з опадами          | 12                | 11                | 12                | 8                 | 5                 | 2                 | 0                 | 1                 | 2                 | 5                 | 10                | 11                | 79,0              |
| ----------------------- | ----------------- | ----------------- | ----------------- | ----------------- | ----------------- | ----------------- | ----------------- | ----------------- | ----------------- | ----------------- | ----------------- | ----------------- | ----------------- |
| Джерело: WRCC           |                   |                   |                   |                   |                   |                   |                   |                   |                   |                   |                   |                   |                   |

## Демографія
Згідно з переписом 2010 року, у місті мешкало 26 218 осіб у 11 893 домогосподарствах у складі 7046 родин. Густота населення становила 552 особи/км².  Було 12981 помешкання (274/км²).
Расовий склад населення:
| - 92,0 % — білих - 1,3 % — азіатів - 1,1 % — корінних американців - 0,4 % — чорних або афроамериканців - 0,1 % — вихідців з тихоокеанських островів - 1,6 % — осіб інших рас |

До двох чи більше рас належало 3,5 %. Частка іспаномовних становила 7,0 % від усіх жителів.
За віковим діапазоном населення розподілялося таким чином: 17,2 % — особи молодші 18 років, 57,7 % — особи у віці 18—64 років, 25,1 % — особи у віці 65 років та старші. Медіана віку мешканця становила 50,2 року. На 100 осіб жіночої статі у місті припадало 90,5 чоловіків;  на 100 жінок у віці від 18 років та старших — 88,5 чоловіків також старших 18 років.
Середній дохід на одне домашнє господарство  становив 59 428 доларів США (медіана — 44 923), а середній дохід на одну сім'ю — 70 846 доларів (медіана — 57 977). Медіана доходів становила 45 526 доларів для чоловіків та 37 569 доларів для жінок. За межею бідності перебувало 16,0 % осіб, у тому числі 18,8 % дітей у віці до 18 років та 7,4 % осіб у віці 65 років та старших.
Цивільне працевлаштоване населення становило 9929 осіб. Основні галузі зайнятості: освіта, охорона здоров'я та соціальна допомога — 34,4 %, роздрібна торгівля — 13,5 %, мистецтво, розваги та відпочинок — 8,5 %, будівництво — 7,9 %.